# Studio Puyukai
Studio Puyukai (スタジオぷYUKAI, Sutaijo Puyukai) é um estúdio de animação japonês especializado em anime no estilo chibi.

## Trabalhos

### Séries de televisão
| Título                     | Canal de transmissão | Primeira corrida data de início | Primeira corrida data final | Eps | Notas) | Ref (s)     |
| -------------------------- | -------------------- | ------------------------------- | --------------------------- | --- | --- | ----------- |
| Overlord: Ple Ple Pleiades | N/D                  | 25 de setembro de 2015          | 2 de outubro de 2018        | 34  | Um spin-off estilo chibi da série de televisão de anime Overlord . |             |
| Quarteto Isekai            | Tokyo MX             | 9 de abril de 2019              | ASA                         | 24  | Um cruzamento chibi entre a série light novel KonoSuba, Overlord, Re: Zero - Começando a vida em outro mundo, A saga de Tanya, o Mal, A ascensão do herói do escudo e participações especiais de personagens de Cautious Hero: The Hero is Overpowered but Overly Cautious . | [ 1 ] [ 2 ] |

### OVA's
| Título                           | Liberado                                        | Eps | Notas)                                   | Ref (s) |
| -------------------------------- | ----------------------------------------------- | --- | ---------------------------------------- | ------- |
| Boku, Otaryman.                  | 29 de janeiro de 2010                           | 2   |                                          |         |
| Spelunker-sensei                 | 16 de março de 2011                             | 1   |                                          |         |
| Macross Delta: Delta Shougekijou | 22 de julho de 2016 - 24 de julho de 2017       | 9   | Chibi é uma derivação da Macross Delta . |         |
| Kaiju Girls                      | 27 de setembro de 2016 - 13 de dezembro de 2016 | 12  | Spin-off da Série Ultra .                | [ 3 ]   |
| soberano                         | 30 de setembro de 2016                          | 1   |                                          | [ 4 ]   |
| Kaiju Girls - 2ª temporada       | 9 de janeiro de 2018 - 27 de março de 2018      | 12  | Sequela de Kaiju Girls .                 | [ 5 ]   |

### ONA's
| Título                                                      | Liberado                                      | Eps | Notas)                                                  | Ref (s) |
| ----------------------------------------------------------- | --------------------------------------------- | --- | ------------------------------------------------------- | ------- |
| Agukaru: Agricultura Angel Barak                            | 17 de setembro de 2010 - 1 de abril de 2014   | 5   |                                                         |         |
| Petit Gargantia                                             | 10 de abril de 2013 - 3 de julho de 2013      | 13  | Chibi derivou de Gargantia no Planeta Verdurous .       |         |
| Agukaru: Agricultura Angel Baraki - Brinque com Ibaraki-hen | 6 de junho de 2014 - 21 de março de 2015      | 20  | Sequela de Agukaru: Agriculture Angel Barak .           |         |
| Lord Marksman e Vanadis: Tigre e Vanadish                   | 10 de outubro de 2014 - 6 de janeiro de 2015  | 14  | Chibi derivou de Lord Marksman e Vanadis .              |         |
| Re: Zero ~ Tempo de pausa inicial de zero ~                 | 8 de abril de 2016 - 17 de junho de 2016      | 11  | Chibi derivado de Re: Zero .                            | [ 6 ]   |
| Re: Zero Petit                                              | 24 de junho de 2016 - 23 de setembro de 2016  | 14  | Sequela de Re: ZERO ~ Starting Break Time From Zero ~ . | [ 7 ]   |
| Youjo Senki                                                 | 10 de janeiro de 2017 - 3 de abril de 2017    | 13  | Chibi derivado de The Saga of Tanya the Evil .          |         |
| Teatro Mahoujin Guruguru Petit Anime                        | 14 de julho de 2017 - 22 de dezembro de 2017  | 24  | Chibi derivado do Magical Circle Guru Guru .            |         |
| Última aula para meninas                                    | 2 de outubro de 2017 - 22 de dezembro de 2017 | 12  | Chibi derivou da última turnê das garotas .             |         |